# Виктор (Святин)
Митрополи́т Ви́ктор (в миру Леонид Викторович Святин; 2 (14) августа 1893, станица Карагайская, Верхнеуральский уезд, Оренбургская губерния — 18 сентября 1966, Краснодар) — епископ Русской православной церкви, митрополит Краснодарский и Кубанский.

## Биография
Родился в семье диакона Виктора Евграфовича Святина.
В 1915 году с отличием окончил Оренбургскую духовную семинарию и поступил в Казанскую духовную академию, но в 1916 году со второго курса академии он был мобилизован и направлен в Тифлисское Михайловское военное училище.
После начала революции и он вернулся домой в Верхнеуральск, где был снова мобилизован и направлен в штаб генерала Белова в Белорецк. Со штабом генерала Белова отступал до границы с Китаем.
Армия на границе была распущена. Леонид Святин намеревался вернуться домой, но на границе его, больного сыпным тифом, нашёл дядя, родной брат его матери — генерал Гервасий Петрович Жуков, который с семьей ехал дальше в Китай. Он предложил Леониду поехать с ним в Китай.
Узнав о том, что в Пекине существует Российская духовная миссия и при ней есть монастырь, он покидает Ханькоу и в начале 1921 года становится послушником Успенского монастыря в Пекине.
20 июня 1921 года пострижен в монахи в Пекинском Успенском монастыре с именем Виктор.
Начальник миссии Иннокентий (Фигуровский) отправил монаха Виктора во Владивосток на учёбу в Восточный институт, который он также не смог окончить из-за событий на Дальнем Востоке.
Весной 1922 года он возвращается в Китай. Его назначают настоятелем Покровской церкви в Тяньцзине. Здесь Виктор (Святин) прослужил десять лет. Из Харбина к нему переехала семья его сестры Ольги Кепинг: сама Ольга, её муж и дочь, Ксения, позже ставшая известной специалисткой по тангутоведению.
В 1929 году возведён в сан архимандрита.
Новый начальник Русской духовной миссии в Пекине Симон (Виноградов) командирует архимандрита Виктора в Югославию, где 21 октября 1932 года была совершена хиротония его во епископа Шанхайского.
В марте 1933 года умирает архиепископ Симон и начальником Миссии, двадцатым по счёту, становится епископ Виктор вплоть до вынужденного закрытия Миссии в 1956 году.
В сентябре 1938 года возведён в сан архиепископа.
В 1945 году вместе с большинством клира и паствы в Китае перешёл в Московский Патриархат.
28 мая 1946 года Архиерейский Синод РПЦЗ постановил исключить начальника Китайской Православной Духовной Миссии архиепископа Виктора (Святина) из списков иерархии РПЦЗ и освободить клир и паству в Китае от обязанности подчиняться ему. Архиепископу Шанхайский Иоанн (Максимович) назначался епархиальным архиереем с распространением его юрисдикции на все другие русские церкви в Китае, оставшиеся введении Архиерейского Синода РПЦЗ.
25 июля 1946 года награждён правом ношения креста на клобуке.
17 августа 1950 года назначен Патриаршим Экзархом Восточного Экзархата Московской патриархии.
24 мая 1956 года отбыл из Пекина в Советский Союз и пересек границу СССР 26 мая.
С 31 мая 1956 года — архиепископ Краснодарский и Кубанский.
20 мая 1961 года был возведён в сан митрополита.
11 мая 1963 года награждён орденом князя Владимира первой степени.
Скончался 18 сентября 1966 года в Краснодаре после непродолжительной болезни.

## Публикации
- Письмо из Пекина [по поводу торжеств 500-летия автокефалии Русской Православной Церкви] // Журнал Московской Патриархии. 1948. — № 9. — С. 9-10.
- На Родине // Журнал Московской Патриархии. 1950. — № 9. — С. 28-31
- Окружное послание // Журнал Московской Патриархии. 1952. — № 12. — С. 19-20
- Вознесение Господне // Журнал Московской Патриархии. 1961. — № 5. — С. 43-44.